# Regionale Raad Zevoeloen
De Regionale Raad Zevoeloen (Hebreeuws: מועצה אזורית זבולון, Mo'atza Ezoeriet Zewoeloen) is een regionale raad in Israël. In 2006 telde het gebied 10.900 inwoners.

## Gemeenschappen
| Kibboetsen - Kfar HaMaccabi - Ramat Jochanan - Sha'ar HaAmakiem - Oesha - Jagoer |

| Moshaven - Kfar Bialik - Kfar Chassidiem Allef |

| Dorpen - Kfar Chassidiem Beet - Nofit - Ibtin - Khawaled - Kfar HaNoar HaDatie - Oraniem |

Abu Basma · Alona · al-Batuf · Be'er Tuvia · Beit She'an Vallei · Bnei Shimon · Brenner · Bustan al-Marj · Centraal Arava · Drom HaSharon · Esjkol · Gan Raveh · Gederot · Gezer · Gilboa · Golan · Gush Etzion · Har Hebron · Hefervallei · Hevel Eilot · Hevel Modi'in · Hevel Yavne · Hof Ashkelon · Hof HaCarmel · Hof HaSharon · Jizreëlvallei · Emek HaYarden · Bik'at HaYarden · Lakhish · Lev HaSharon · Lodvallei · Lager Galilea · Ma'ale Yosef · Mateh Asher · Mateh Binyamin · Mateh Yehuda · Megiddo · Megilot · Menashe · Merhavim · Merom HaGalil · Mevo'ot HaHermon · Misgav · Nahal Sorek · Ramat HaNegev · Sha'ar HaNegev · Sdot Negev · Shafir · Shomron · Tamar · Hoger Galilea · Yoav · Zevoeloen